# Années 1260 av. J.-C.
Les années 1260 av. J.-C. couvrent les années de 1269 av. J.-C. à 1260 av. J.-C.

## Événements
- 1265-1258 av. J.-C. : règne de Zu Geng, vingt-deuxième roi de la dynastie Shang, en Chine selon la tradition[1].

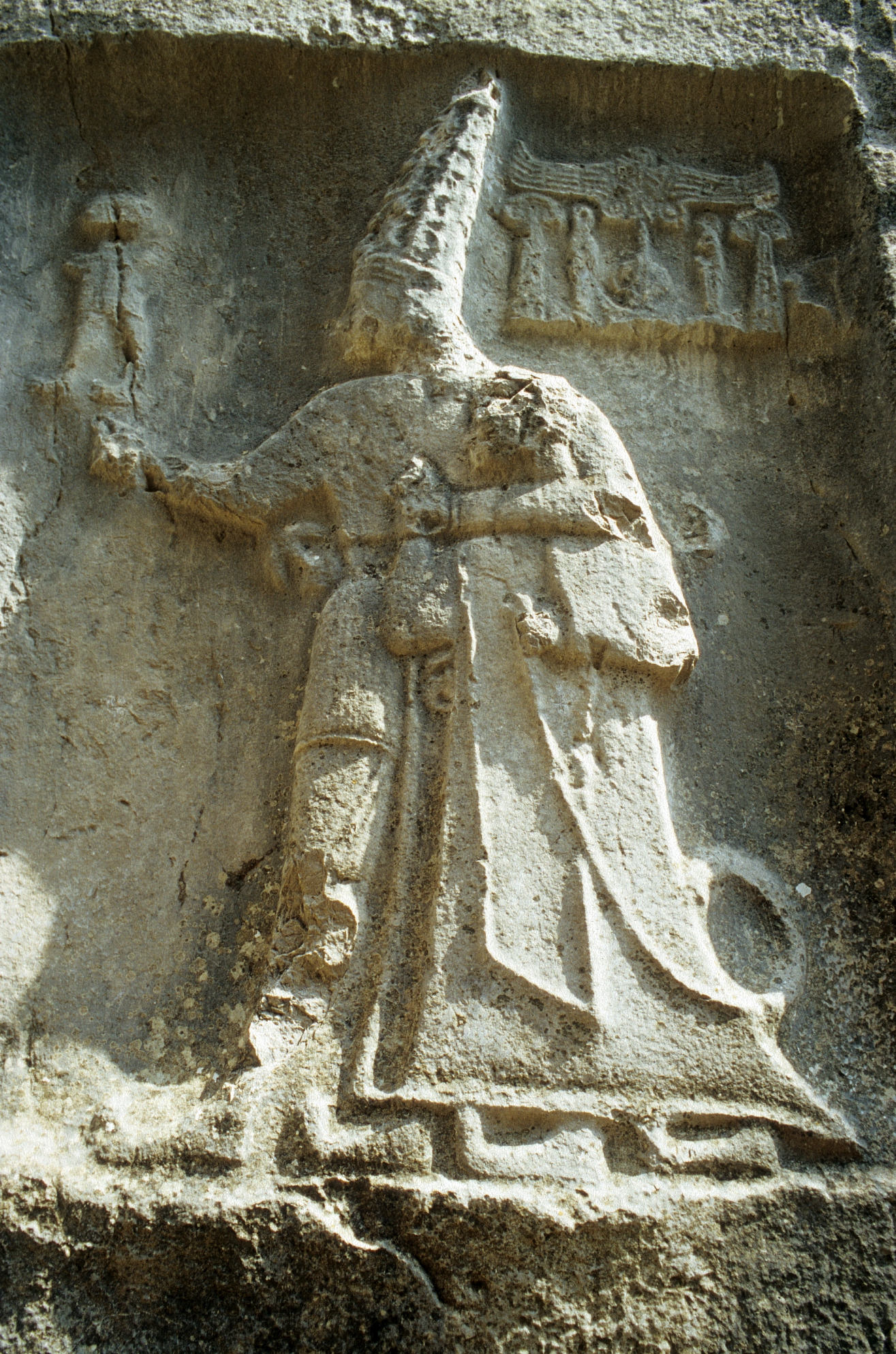
Le roi Tudhaliya IV sous la protection de son dieu protecteur, Sharruma, bas-relief de Yazılıkaya

- 1265-1235 av. J.-C.[2] : règne de Tudhaliya IV, roi des Hittites[3]. Il succède à son père Hattushili III, qui laisse un empire consolidé qui, à l’exception du Hanigalbat, se présente comme sous Suppiluliuma. Tudhaliya IV réussit à maintenir la cohésion de l’empire. Dès le début de son règne, il conclut un traité avec son cousin Kurunta, roi de Tarhuntassa, favorable à ce dernier[4]. Il combat les pays d’Arzawa et d’Ahhiyawa, et entretient de bonnes relations avec les Assyriens, jusqu’à l’avènement de Tukulti-Ninurta (1244 av. J.-C.), qui conduit une politique agressive dans le Subaru (région de Diyarbakır), aux portes mêmes de l’Empire hittite. Tudhaliya proteste diplomatiquement, puis contre-attaque mais est défait à la bataille de Nihiriya. Le roi de Karkemish Ini-Teshub mobilise les princes syriens fidèles aux Hittites. Tudhaliya IV impose un blocus économique à l’Assyrie en interdisant aux navires d’Ahhiyawa de commercer avec ce pays, ce qui était une des clauses du traité conclu avec Sausgamuwa, roi d’Amourrou (fils de Benteshina). La paix est finalement conclue avec Tukulti-Ninurta, qui restitue les territoires pris au roi de Karkemish[5].  Tudhaliya IV impose un lourd tribut (cuivre) aux souverains d’Alasiya (Chypre)[6]. Il s’agit sans doute de soustraire l’île et ses richesses aux exactions des pirates achéens.  Le rapport des forces dans l’ouest anatolien est modifié : les ambitions personnelles de certains rois et les actions des Achéens détendent les liens que les souverains hittites avaient réussi à tisser jusqu’alors. Une grande confusion s’ensuit. Tudhaliya IV entreprend une vaste réforme religieuse pour homogénéiser les croyances, reflet de l’unité impériale hittite : recension et réorganisation des idoles, des sanctuaires, des cultes, des fêtes, renouvellement des statues manquantes ou détruites, construction de nouveaux temples… Sous son règne sont achevés les sculptures rupestres hittites du sanctuaire d’Yazılıkaya, près d’Hattusa[4]
- 1265-1255 av. J.-C.[2] : règne de Kudur-Enlil, roi Kassite de Babylone[3].
- 1265 av. J.-C. : Bakenkhonsou devient grand prêtre d'Amon (an 39 du règne de Ramsès II)[7]. Il construit la plus grande partie du temple de Louxor et fait ériger l’obélisque de granit rose aujourd’hui place de la Concorde à Paris.